# Griže, Žalec
Griže este o localitate din comuna Žalec, Slovenia, cu o populație de 2.977 de locuitori.